# Ferdinand Klinda
Ferdinand Klinda né le 28 août 1929 à Košice est un organiste slovaque (né tchécoslovaque).

## Carrière
Il fait des études musicales au Conservatoire et à l'académie de musique de Bratislava (orgue, piano, composition musicale) avec Stephan Nemeth-Samorinsky,  Riegler-Skalisky puis prend des cours avec Josef Rheinberger à Weimar. Depuis 1965, il joue en soliste avec l'Orchestre philharmonique slovaque. Il fait partie de nombreux jurys de concours internationaux. S'illustrant dans un vaste répertoire pour orgue allant de Bach à Charles Chaynes, il a écrit quelques ouvrages de musicologie (interprétation à l'orgue).

## Source
- Alain Pâris, Dictionnaire des interprètes, Bouquins/Laffont 1989, p.511